# Idioma khowar
Khowar (Khowar:کھووار زبان, transliteración: khowār, AFI: [kʰɔːwaːr]) o Chitrali, es una Lengua dárdica de la familia de lenguas indoarias Se habla principalmente en Chitral y sus alrededores en Pakistán.
es la lengua franca de Chitral, y también se habla en los distritos de Gupis-Yasin y Ghizer de Gilgit-Baltistan, así como en el distrito de Swat.
Los hablantes de khowar también han migrado en gran medida a los principales centros urbanos de Pakistán, teniendo Peshawar, Islamabad, Lahore y Karachi poblaciones importantes. También es hablado como segunda lengua por el pueblo Kalash. Tiene una estrecha relación con otras lenguas indo-arias, especialmente el punyabí estándar, el punyabí occidental, el sindhi y los dialectos del pahari occidental.

## Nombre
El nombre nativo del idioma es ‹Khō-wār›, que significa "lenguaje" (wār) del pueblo Kho. Durante el Raj británico era conocido por los ingleses como ‹Chitrālī› (un adjetivo derivado del nombre de la región de Chitral) o ‹Qāshqārī›. Entre los pastúnes y badajshanis se le conoce como ‹Kashkār›. Otro nombre, utilizado por Leitner en 1880, es ‹Arnyiá› o ‹Arniya›, derivado del nombre en lengua Shina para la parte del Yasin (un valle en Gilgit-Baltistan) donde se habla khowar.

## Historia
khowar se expandió por todo Chitral desde la parte norte de la región, específicamente desde el valle de Mulkhow y Torkhow. Según Morgenstierne, la morada original del khowar era el norte de Chitral en los valles alrededor de Mastuj. khowar comenzó a expandirse hacia el sur de Chitral a principios del siglo XIV.
Khowar comparte una gran cantidad de características morfológicas con las lenguas iranias vecinas de Badajsán, lo que apunta a una ubicación muy temprana del protokhowar en su morada original en el Alto Chitral, aunque por sus vínculos con el idioma gāndhāri, probablemente vino de más al sur en el Primer milenio antes de Cristo, posiblemente a través de Swat y Dir.
Georg Morgenstierne señaló: "Khowar, en muchos aspectos es el más arcaico de todos los idiomas indios modernos, conserva una gran parte de la inflexión de casos sánscritos y muchas palabras en una forma casi sánscrita".: 3 

## Fonológia
Khowar tiene una variedad de dialectos, que pueden variar fonémicamente. Las siguientes tablas establecen la fonología básica de khowar.

### Vocales
|              | Anteriores | Centrales | Posteriores |
| ------------ | ---------- | --------- | ----------- |
| Cerradas     | i          |           | u           |
| Semiabiertas | ɛ          |           | ɔ           |
| Abiertas     |            | ɑ         |             |

Khowar también puede tener vocales nasalizadas y una serie de vocales largas /ɑː/, /ɛː/, /iː/, /ɔː/ y /uː/. Las fuentes son inconsistentes sobre si la longitud es fonémica, y un autor afirma que "la longitud de las vocales se observa principalmente como sustituto. La longitud de las vocales con valor fonológico se observa mucho más raramente". A diferencia del Kalasha vecina y relacionada, Khowar no tiene vocales retroflejas.

### Consonantes
|              |              | Labiales | Coronales | Retroflejas | Palatales | Velares | postalvelar | Glotales |
| ------------ | ------------ | -------- | --------- | ----------- | --------- | ------- | ----------- | -------- |
| Nasal        | Nasal        | m        | n         |             |           |         |             |          |
| Oclusivas    | Sordas       | p        | t         | ʈ           |           | k       | q           |          |
| Oclusivas    | Sonoras      | b        | d         | ɖ           |           | g       |             |          |
| Oclusivas    | Aspiradas    | pʰ       | tʰ        | ʈʰ          |           | kʰ      |             |          |
| Africadas    | Sordas       |          | ts        | ʈʂ          | tɕ        |         |             |          |
| Africadas    | Sonoras      |          | dz        | ɖʐ          | dʑ        |         |             |          |
| Africadas    | Aspiradas    |          | tsʰ       | ʈʂʰ         | tɕʰ       |         |             |          |
| Fricativas   | Sordas       | f        | s         | ʂ           | ɕ         | x       |             | h        |
| Fricativas   | Sonoras      |          | z         | ʐ           | ʑ         | ɣ       |             |          |
| Aproximantes | Aproximantes | ʋ        | l(ʲ) ɫ    |             | j         | (w)     |             |          |
| Róticas      | Róticas      |          | ɾ         |             |           |         |             |          |

Los alófonos de /x ɣ h ʋ ɾ/ se escuchan como sonidos [χ ʁ ɦ w ɹ] /q x ɣ f/ están restringidos a préstamos persoárabes en la mayoría de los idiomas IA, pero ocurren de forma nativa en khowar.

### Tonos
Khowar, como muchas lenguas dárdicas, tiene distinciones de tono fonémico o de acento.

## Ortografía
La ortografía de khowar se deriva del alfabeto urdu, con letras adicionales creadas para representar sonidos exclusivos de khowar. Al igual que el urdu, khowar se escribe típicamente en la escritura caligráfica Nastaʿlīq.
Desde finales del siglo XIX en adelante, los literaturistas y gobernantes del estado principesco de Chitral han hecho grandes esfuerzos para popularizar la alfabetización, la lectura y la escritura en khowar. Inicialmente, Mirza Muhammad Shakur y el príncipe Tajumal Shah Mohfi adoptaron el alfabeto persa, utilizado en el vecino Afganistán. Sin embargo, el alfabeto persa no tenía letras para muchos sonidos únicos en khowar. A principios del siglo XX, como bajo el dominio colonial británico, la educación y la alfabetización en urdu se volvieron cada vez más populares entre los musulmanes indios (véase Controversia hindi-urdu), Los literaturistas chitralies, Sir Nasir ul-Mulk y Mirza Muhammad Ghafran vieron la escritura en urdu. como una mejor opción para khowar. No obstante, el urdu también carecía de los sonidos que existían en Chitrali. Así, se propusieron y crearon nuevas letras. Pero el proceso de establecer una escritura khowar estándar continuó durante décadas hasta la década de 1970. Este proceso tampoco estuvo libre de controversias. Algunos literaturistas abogaban por mantener el número de letras al mínimo o, en otras palabras, eliminar las letras árabes que no representan sonidos distintos en khowar y que son homófonas con otras letras (por ejemplo, ث، ذ، ص , siendo homófonas con س، ز، س  respectivamente). En total, se agregaron 6 letras nuevas al alfabeto urdu de 37 letras, para crear el alfabeto khowar de 43 letras.